# 機甲兵団 J-PHOENIX
『機甲兵団 J-PHOENIX』（きこうへいだん ジェイフェニックス）は、2001年から2004年にかけて発売されたタカラの対戦ロボットアクションゲーム。
自分の操るロボット（パンツァーフレーム = PF）をパーツを組み合わせてカスタマイズしてミッションをクリアする。ゲームシステムの点でアーマード・コアシリーズと非常に似通っているが、キャラクターを多数配することや、メカデザイナーに大河原邦男を起用すること、特定機体構成時にボーナス的要素を設けることなどによって、差別化を図っている。

## シリーズ
PS2用ゲーム
- 機甲兵団 J-PHOENIX 序章篇（2001年2月15日発売）
- 機甲兵団 J-PHOENIX（2001年6月28日発売）
- THE BEST タカラモノ 機甲兵団 J-PHOENIX（2002年4月4日発売、廉価版）
- 機甲兵団 J-PHOENIX バーストタクティス（2002年4月25日発売）
- 機甲兵団 J-PHOENIX コバルト小隊篇（2002年12月5日発売）
- 機甲兵団 J-PHOENIX2 序章篇（2003年8月28日発売）
- 機甲兵団 J-PHOENIX2（2004年2月26日発売）

Xbox用ゲーム
- 機甲兵団 J-PHOENIX+（2002年12月5日発売）

OVA
- 機甲兵団 J-PHOENIX PFリップス小隊

小説
- 機甲兵団 J-PHOENIX "PFリップス小隊" 恋する乙女の電撃作戦

漫画
- 機甲兵団 J-PHOENIX L'HISTOIRE DE PAPILLON

## ストーリー

### 1作目
惑星J、フィアッツァ大陸。山岳地帯の小国アルサレア帝国は鉱物資源に乏しく、外部への傭兵派遣を主要な産業としていた。この貴重な人的資源を守るため、国家的英雄であり軍の最高指導者であるグレン将軍は、兵士の生存性を優先した機動兵器パンツァーフレームを開発。PFによりアルサレア帝国は技術国家としても発展を遂げる。しかしフィアッツァ大陸の覇権を狙うヴァリム共和国はPF開発技術を手中に収めんと目論み、アルサレア帝国に宣戦を布告。ここにアルサレア戦役が勃発した。
戦火の中グレン将軍は直属の特務部隊グレン小隊を編成してヴァリムの侵攻に立ち向かっていたが、ヴァリムから送り込まれた工作員によって暗殺されてしまう。しかし自身の死が内外に及ぼす影響を憂いたグレン将軍は、その場に居合わせたグレン小隊隊長グレンリーダーに自身の影武者となるよう命じ、二人の娘たちの事を託して息を引き取る。これを受けたゴルビー参謀本部長はグレン将軍に従い、ただ一人秘密を知る者としてグレンリーダーを補佐すると共に、グレン小隊のオペレーターとしてグレン将軍の次女フェンナを着任させる。
かくしてグレンリーダーは最前線で戦うエースパイロットと、軍の最高司令官という、二つの立場でヴァリムの侵略に立ち向かっていくことになる。

### バーストタクティクス
アルサレア戦役の最中、ヴァリム共和国特殊部隊"双子の悪魔"によって新型パンツァーフレーム「J-アームド」が強奪されてしまう。グレン特務小隊はJ-アームド奪還のためミラムーン共和国内の丘陵地帯、火山地帯、最前線の軍事都市カンドランドを転戦。最終的に高山地帯アイスキャリオンにて、アルサレア帝国研究所を狙って双子の悪魔を率いるグリュウとの決戦に挑む。

### コバルト小隊編
アルサレア戦役終結後、不可侵条約の結ばれた大陸北方の極地帯Gエリアにヴァリム共和国軍が侵出しているとの情報がもたらされた。これに対してアルサレア帝国は極地戦用の特殊部隊コバルト小隊を編成、Gエリアへと送り込む。

### 2
アルサレア戦役の最中、衛星軌道上の研究施設シードラボが完成する。それに伴い兵器試験中の事故で損害を受けていた第202特務小隊ことレガルド小隊も再編成され、2代目小隊長が着任。新生レガルド小隊は新型パンツァーフレームの試験運用を再開するが、以前の事故の背後にヴァリム共和国の陰謀が存在する事が明らかになる。

### リストワール ドゥ パピオン
アルサレア戦役の最中、ヴァリムによって滅ぼされた小国の難民たちは祖国を取り戻すためアルサレアの傭兵となる事を選んだ。亡国の姫であるパピオンもヴァリムを憎み、現在はロイナーデ小隊の一員として辺境警備にあたっている。仲間たちと共にヴァリムの新型兵器に立ち向かうパピオンは、戦争の中で戦いを避けようとする奇妙なヴァリム兵士・ラヴィスと巡り合う。

### PFリップス小隊 恋する乙女の電撃作戦
アルサレア戦役の最中、憧れのグレンリーダーを追いかけて奔走する独立部隊LIPS小隊の少女たちは、グレンリーダーが滞在しているという移動補給施設《アント》に向かう。しかし《アント》ではヴァリム共和国の工作員による、グレンリーダー暗殺計画が密かに進行していた。

## システム
本作は基本的に最前線のエースパイロットとして敵機と交戦するアクションステージと、最高司令官という立場からどの機体を開発するか決定するインターミッションの二つを交互に繰り返す事で進行していく。
アクションステージでは様々な極秘任務が登場人物たちの会話やムービーなどを挟みつつ展開され、インターミッションではそうした登場人物たちから各々の立場でのメールが届くことでストーリーが進行していく。例えば事態を知らないフェンナからは新人の部下としてグレンリーダーに対するメール、そして父親を慕う娘としてグレン将軍に対するメールが同時に届くなどの演出がなされている。
またインターミッションでは機体開発の他、自機のカスタマイズなども行う事ができ、ここで特定のパーツ構成のみの機体や一定以上の性能パラメーターの機体などの条件を満たすと、BURMシステムという特殊な性能を発揮する機体を完成させる事ができる。このBURMシステムの稼働率が100%を超えると、一定時間だけ機体の性能をさらに向上させるHMモードを起動することができるようになる。
パンツァーフレームは「ヘッド」「メイン（胴）」「アーム」「レッグ」、両肩両手の「ショルダー（肩武装）」「アームズ（手持ち武器）」に加え、「ジェネレーター」「ブースター」、ロックオンサイトの大きさや速度に関わる「ウェポンコントロールシステム」「レーダー」「アーマー（装甲）」「パワーユニット」「レッグモーター」「冷却材」といった１４種類のパーツで構成され、機体各部位や武装が共通であっても内部パーツの違いで性能が大きく変化するなど、カスタマイズ要素が強い。また機体にはカラーリング、パーソナルマークを施すことができ、自分好みの機体をデザインする事が可能となっている。
『バーストタクティクス』以降はロボットアニメを思わせるストーリーや演出が簡素化され、機体を開発しながら戦略マップを攻略し、侵攻したヘックスでの戦闘はアクションステージとして行い、ストーリーは戦略マップでのメッセージ会話でのみで展開されるという形となった。そのため『コバルト小隊編』『２』などシリーズが続くにつれ登場人物が増えて様々な部隊編成が可能になり、多くの部品が登場して機体開発に重点が置かれるようになった一方で、一作目で描かれたストーリーや一人ひとりのキャラクターの掘り下げは減っていった。

## 世界観
惑星J
太陽系からの移民によって発見、開拓された第二の地球。軌道エレベーターを有するフィアッツァ大陸西端の三ヶ国がシリーズの主要な舞台となっているが、他にも存在すると思わしき大陸や国家についての詳細は不明。後述されるパピオンの祖国クロウディアなど王政国家、フィアナの女神マーナを崇める部族やチェンナのマヌール族、リンナやイズミの生家といった名門などがある事から、惑星J独自の文化が発展している事がうかがえる。長らく四足歩行戦車が主流な兵器となっていたが、ヴァリムの侵攻とアルサレアのパンツァーフレーム開発によって軍事バランスが大きく変化した。年号としては「聖歴」が用いられ、本編開始時点では聖歴22年となっている。ただし聖歴はヴァリム共和国による宣戦布告によって提唱された元号のため、移民からの経過年数は不明。
アルサレア帝国
フィアッツァ大陸の西端に存在する帝政国家。山岳地帯で資源が乏しく、極寒の気候により古くから傭兵派遣を主な収入源とする少数民族によって打ち立てられた。気候改善、土壌改善に向けての研究のほか、傭兵に出る兵士のために軍事研究が盛んであり、ヴァリムの侵攻とガルスキー財団の暗躍によって傭兵たちの生存率が極端に低下したため、グレン将軍の指示のもと機動兵器パンツァーフレームを完成させた。こういった事情からアルサレアでは７つの軍事研究所が独自にパンツァーフレームの開発を行っており、その研究結果を統合することで機体を生産しているため、さまざまなバリエーションを保有する。またヴァリムの侵攻によって滅ぼされた国家の難民を多く受け入れ、彼らを傭兵として雇用することで戦力を増強している。
アルサレア戦役後はフェンナ首相と元帥に就任したグレンリーダーの采配により内政を重視し、戦災からの復興に注力している。
ヴァリム共和国
大陸でもっとも大きな共和制国家であり、フィアッツァ大陸の覇権を狙って侵攻を開始した軍事国家。数々の小国を飲み込み、今や大陸をアルサレア、ミラムーンと三分するにまで至っている。三国一の軍事力を擁している一方、上層部の政治腐敗が進んで久しいとされているが、軍部の精強さと能力至上主義の国民性が国体の維持に繋がっている。パンツァーフレーム開発ではアルサレア帝国に出し抜かれたが、暗躍するガルスキー財団と工作員の活動によりパンツァーフレーム技術を確保、製造を進めている。
アルサレア戦役後は敗戦による国民の士気低迷、穏健派筆頭にして国家的英雄だったグリュウの死に伴う過激派の台頭などにより、議会が混乱に陥っている。
ミラムーン共和国
アルサレアと古くから親交の深い資本主義国家。高い技術力と大陸南部の肥沃な資源を基盤とし、宇宙での産業活動も積極的に行っている。アルサレアと共にヴァリムの侵略に立ち向かっている同盟国ではあるが、現在の大統領であるベルドリッチはガルスキー財団の総帥ギルゲフと親密な間柄で、ヴァリムと密かに軍事面で癒着している。そのため高い技術力をヴァリムに提供しているが、その事実を知る者は少ない。

## 登場人物

### アルサレア帝国
以下は第1作目（『序章』、『+』を含む）の登場人物。主要なキャラクターは第2作目以降にも登場。『バーストタクティクス』から一部の声優が変更になった。
グレンリーダー声：山寺宏一、伊藤健太郎
20歳男性。本名不明。グレン特務小隊隊長。冷静沈着な判断力と、抜群のPF操縦技術を持つ。元々はグレン将軍直属の士官をしていたがヴァリムのグレン将軍暗殺によりその場の彼の遺言で彼の影武者となった。このことは彼を含めた一部の者しか知らない。仲間に気を配る細かさを持っていながら、苦難に対して「問題ない」と言い切る豪胆さを持っている。アルサレア戦役の最終局面で戦闘中行方不明となるが、実際はヴァリムの捕虜となっており、グレン小隊によって救出された。アルサレア戦役でアルサレアを勝利に導いた最大の功労者であり、後にアルサレア最高将軍である元帥に昇格する。
キース・エルヴィン声：関智一、森久保祥太郎
24歳男性。グレン特務小隊隊員。小隊内では最年長であるが、それを感じさせることのない明るく正確な小隊のムードメーカー。射撃能力はアルサレア内でもずば抜けている。戦闘中は中距離支援攻撃が主なフォーメーションとなるが、真っ向から切り込んでいくこともある。グレン特務小隊解散後は、アイリと共にコバルト小隊に転属して戦った。
アイリ・ミカムラ声：白石妙子、浅野真澄、PFリップス小隊は高木礼子
16歳女性。グレン特務小隊隊員。家系はアルサレアのあらゆる武門に通じており、彼女はミカムラ流空手3段の腕前。その実力は自身の搭乗PFにも反映されている。格闘系セッティングのPFで小隊の切り込み隊長的役回りをする。その年齢からは想像もできない思い切りの良さやPFを自分の手足の如く立ちまわるその姿からロケットアイリの異名を持つ。グレンリーダーとは以前からの知り合いで密かに思いを寄せている。グレン特務小隊解散後は、キースと共にコバルト小隊に転属して戦った。
フェンナ・クラウゼン声：岩男潤子、山本麻里安、PFリップス小隊は桑谷夏子
18歳女性、士官学校を卒業して間もないグレン特務小隊オペレーター。グレン将軍の次女。前線に向かう仲間をただ見ているだけではいけないと考え、自らオペレーターとして小隊への配属を志願した。敵味方を問わず、優しさを持てる心を持っており、何よりもこの戦争を終らせたいと考えている。父であるグレン将軍の暗殺と姉、クレアの死を知ったあたりから平和に対する意識も大きくなり、同時に死をも恐れず敵に向かっていく仲間達の姿から本来の自分が何をすべきか考えるようになっていき、アルサレア帝国の首相に就任。戦いの中で、徐々にグレンリーダーに惹かれていく。一時期、リップス小隊のオペレーターを担当した事もあった。
グレン・クラウゼン声：大塚明夫
男性。アルサレア最高将軍で、クレアとフェンナの父親。フィアッツァ大陸の平和を守る為と兵士達が生きて帰ってくる為にPFの開発を指示するもキルゲフの放った刺客により暗殺される。その時に彼を護衛していたグレンリーダーに影武者を頼み、息を引き取る。
ダグオン・ゲーニッツ
49歳男性。アルサレア軍作戦司令官。戦略面におけるアルサレアの頭脳ともいえる存在。本来の性格は超がつくほどのケンカ屋であるが、階級に縛られ動けないでいる。
サチコ・ロックナート
19歳女性。アルサレア第7研究所所属の天才科学者。15歳にして2足歩行機械の実用を完成させてアルサレアの移動手段の形態を燃料消費の多い車から公害のないネオバランスシステムと呼ばれる2足歩行の機械に変化する。帝国褒賞最年少受勲者である。PFの運動機能の制御については彼女の技術が応用されており、プロジェクトシリウスの前進に効果をあげた。現在は、7研と1研での作業を兼務。コミック雑誌に目がない。
サリア・バートン声：中原麻衣
15歳女性。PF訓練所から新卒でグレン特務小隊に配属された新兵。故郷がヴァリム軍に襲われた際に飛び込んできたグレン特務小隊のJ-ファーに助けられたことで、家族共々一命を取り留めた事からそのパイロットであるアイリに憧れ訓練所に入所。幼さは残っているものの、PFの操縦については確かなものであるが、戦闘中の子供っぽい言葉遣いや甲高い奇声の為に技術の高さは感じられない。趣味はお風呂で長いときは3時間も入っている。任務中は満足に入浴できないと嘆いている。グレン特務小隊解散後は、セイバーの訓練講習の教官としてコバルト小隊と共に演習に参加した。
ツェレンコフ・ゴルビー声：立木文彦、PFリップス小隊は仲木隆司
60歳男性。アルサレア軍機甲兵団参謀本部本部長。グレンリーダーの秘密を知る数少ない人物。グレン将軍の遺言で若いグレンリーダーを助ける。心からグレン将軍に惚れ込んでおり、またグレンリーダーの片腕として老いながら奮闘する。
クレア・クラウゼン声：井上喜久子
22歳女性。フェンナの姉でグレン将軍の長女。生まれつき身体が弱い為、療養中であった。性格は穏やかで包容力が高い。前線に出る兵士を常に気遣い、1日も早い平和を望んでいる。戦乱の中、空気の良いフランズス地方のラフール大学病院へ疎開するが、ヴァリム軍が病院を襲撃。人々の身代わりとなって人質となり、最終的には殺害された。
ギブソン・ドゥナテロ声：鈴木勝美、長嶋雄一
46歳男性。支援砲撃部隊スティールレイン連隊ギブソン中隊隊長。砲撃技術に優れていることから花火師ギブソンの異名を持つ。元々はアルサレア第6研究所のたたき上げで、6研らしく粗暴な言動が目立つも、その腕は確かであり、面倒見もいい事から中隊の親父的な役割も担っている。士官学校時代のグレンリーダーを中隊に誘うも辞退されて以降は支える側に回ってグレン特務小隊を助ける。アルサレア戦役後は、コバルト小隊に転属して戦った。
セイバー・シドニス声：宮田幸季
男性。サリアと同年に訓練所を卒業した新兵。フォルセアの謀略で訓練中に搭乗したPFが暴走してしまい、無理矢理同士討ちを行う羽目になってしまい一時期PFへの搭乗に対し自信をなくすも、グレンリーダーの戦う姿を見守る事でPFの使い方を覚えてサリアと共に見事逆境を乗り越え、一回り大きく成長するが、その後の演習で再びPFが勝手に動きだす事件が発生した為、かつての暴走事故を思い出してしまった（悪夢として見てしまうほど）ので見習い生の訓練講習を受けることに。
ウラン・ナイキ
男性。セイバーとは、訓練所時代からライバルとして争ってきた新兵。自機PFの暴走を止められず、グレンリーダーに半ば撃墜状態で止めてもらった事を恥じており、それ以降、暴走を引き起こした張本人であるフォルセアを追いかける事となる。フェンナの隠れファン。
ジンゴ・レナード
男性。ジンゴ小隊隊長。アルサレアの名家の一つであるレナード家出身。優秀なパイロットだが自尊心が強く、自分の操縦技術を過信しすぎる部分（親の威光をかさに着ている部分）がある。性格が悪いわけではなく、作戦行動中のPF暴走事件以降は心を入れ替え精進し始める。
バルガ
男性。ジンゴ小隊隊員。レナード家に恩義があって代々仕えている。頭より身体で動くタイプで、自分のPFが暴走した時は一番慌てていた。
サウルス
男性。ジンゴ小隊隊員。ジンゴの事を坊ちゃんと呼ぶ。ジンゴ小隊の中では最年長である。ジンゴのナルシストの部分に閉口しながらも、温かく見守る優しい人物。PFの扱いは、ジンゴ小隊の中で最も秀でる。
ニヤ
女性。ジンゴ小隊隊員。ジンゴの姉貴分でサウルスと共にジンゴを見守る。PF暴走事件の際には、自機の動きがおかしい事をいち早く察知していたものの、事件発覚後に気付いていたのに何もできなかった自分を責める。
ムラキ・オニキス声：竹本英史
男性。コバルト小隊隊員。アルサレア戦役時はムラキ中隊隊長で、ヴォナンシティ議会ジャックでギブソン中隊、グレン小隊と行動を共にした。アルサレア戦役が終結した時からコバルト小隊に配属されるまで、士官学校の教師として指導していた。ジータを指導した事もあり、ジータの秘密を知る数少ない人物である。
以下はコバルト小隊篇の登場人物。
コバルトリーダー
男性。本名不明。コバルト小隊隊長。アルサレア戦役後に、グレンリーダーの命を受けコバルト小隊の隊長に着任した若き指揮官。仲間との絆を大切にしており正義感が強いが、熱くなりすぎて暴走してしまう事がたまにある。
ジータ・ランバート声：緑川光
男性。コバルト小隊隊員。キルマ・ランバート（すでに他界）の息子で弟子。アルサレア戦役時は小隊長を勤め、後方支援と負傷者救助の功績が高く評価された。彼はヴァリム内でも幻とされている「ヴァリム剣聖奥義」を使うのだが、なぜ彼がヴァリムの剣術を使えるのかは不明。
オスコット・リースボン声：高橋広樹
男性。コバルト小隊隊員。家族を養う為に傭兵家業をしていた。子煩悩で愛妻家であるが、グレンリーダーやアルサレア軍参謀本部に意見するほどの強さと実力を持ち、静かに状況を明確に判断する能力がある。
リンナ・イズミ声：齋藤彩夏
女性。コバルト小隊隊員。アルサレア名家の一つであるイズミ家の出身。イズミ家は代々「強い殿方」を捜し求めて自らを磨く家風を持っているので、彼女が軍に志願した理由は家風にしたがった為である。
ランブル・クリスティーン声：楠大典
男性。コバルト小隊隊員。アルサレア内でもスナイパーとしての実力は高い。かつてはスティールレイン連隊に所属していたが、単独行動やスタンドプレイが多かったことで部隊を離れた。ある事件が原因でヴァリムに私怨を抱き、ヴァリム軍に情け容赦ない攻撃を行う事からアルサレアの狂犬（本人は嫌い）と呼ばれ敵味方双方に恐れられている。
マコト・フライト声：本多知恵子
女性。コバルト小隊隊員。コバルト小隊に転属する前は、アルサレア軍中、史上最年少小隊長。アルサレア戦役時に、父親のPFに搭乗してヴァリムのPFを5撃墜したという記録が残っている。ロボットアニメオタクで、ロボットアニメのセリフを言ってしまう事がある。アルサレアGSにこだわりがあり、カスタム機には必ずパーツを組み込む。
チェンナ・マーロウ声：鈴木真仁
女性。コバルト小隊隊員。ヴァリム軍に滅ぼされたマヌール族の生き残り。静かな中にも闘志を感じさせる戦士。かつてクランと同じ小隊に所属していたことがあり、彼女の悲劇を知る唯一の人物でもある。
クラン・ネルモア声：並木のり子
女性。コバルト小隊の専属オペレーター。冷静沈着かつ、分析力に優れる。かつてはパイロットだったが、とある事件が元で視神経を痛めてしまい、オペレーターに転向した。ヴァリム軍のバール・アックスとの間に、その辺りの因縁があるようだ。
シュキ・オールティー声：鮭延未可
女性。コバルト小隊のオペレーターで、クラン管理下で研修中の見習い。明るい性格で隊のムードメーカー的存在。およそ軍人とは思えないタメ口の持ち主である。
以下はPFリップス小隊の登場人物。第2作目にも登場。
- リサ・イワサキ（声：川澄綾子）：リップス小隊の中では唯一のアルサレア軍所属
- イズミ・ウッドビレッジ（声：能登麻美子）：とある大企業のお嬢様
- プリス・ピーピアス（声：松岡由貴）：民間人
- セリナ・バーミント（声：甲斐田裕子）：野戦病院の看護師

グレンリーダーのおっかけを目的に結成されたPF小隊。全員がかつてグレンリーダーに救われた過去を持った少女たちであり、部隊名は各々の頭文字を取ってLIPS。機体は複座型に改造されたJフェニックス2機で、その日の気分によってメイン、コ・パイロットの組み合わせを変えている。能力不足のため戦力として数えられていないが故に自由な活動ができる独立愚連隊だが、それはあくまでも表向きであり、司令部ではLIPS小隊の動向を把握している。最重要人物であるグレンリーダーを守るため、その所在地をヴァリムに誤認させるための陽動部隊として運用されており、LIPS小隊の手に入れるグレン小隊の動向は全て欺瞞情報なのだが、彼女たちはその事実を知らないでいる。
以下は第2作目（序章を含む）の登場人物。
ブレッド・アローズ
18歳男性。Jフェニックス2の主人公。かつてはアルサレアの偵察部隊に所属していた。シード・ラボの完成に伴い、第202特務小隊、通称レガルド小隊の2代目隊長に任命される。PF操縦の腕は確かなものを持っており、兵器開発のテストパイロットとしては申し分ない実力の持ち主。性格はポジティブ思考で熱血漢。また他人の頼みごとを断れないほどのお人好しである。ただし、ゲーム中ではコバルトリーダー同様に一切しゃべらない。
ノギ・カグヤ声：齊藤真紀
17歳女性。レガルド小隊のオペレーターを務める少女。いまだ新米のため初々しさは抜けないが、的確な判断でレガルド小隊をサポートする。性格は明るく真面目だが、おっちょこちょい。コーヒーにこだわりがあるらしく、彼女の淹れるコーヒーはシード・ラボ内でも人気が高いらしい。
バックス・F・クランツ声：金子はりい
26歳男性。若年層の多い新生レガルド小隊において、唯一のベテランパイロット。冷静な判断力とテクニックで小隊をバックアップする。慎重派の性格で融通がきかないように見えるが、実は意外と冗談好きな一面も。しかし、元の性格が性格だけに、周囲の人間には本気か冗談かの判別が難しいらしい。
クリオ・ペトリューシカ声：かかずゆみ
18歳女性。新生レガルド小隊のPFパイロット。勝ち気で負けず嫌いな性格。戦場でもやや先走る傾向がある。かつて戦場でブレッドに生命を助けられたことがあるらしく、以来彼を尊敬している。ただし普段は、そんな素振りはおくびにも出さない（彼女との因縁をブレッドが記憶しているかどうかは謎）。人付き合いが下手なため、照れ隠しでおちゃらけることが多い。
サタナガ・ジン声：秋元羊介
35歳男性。初代レガルド小隊のPFパイロットで、現在は教官として後進の指導にあたる。鬼教官として怖れられており、新生レガルド小隊のお目付け役的存在。ブレッドが上級任官試験を受けた時の試験官でもある。融通のきかない性格で曲がったことが大嫌い。
リーネ・フォルテ声：大浦冬華
15歳女性。シード・ラボの責任者に任命された天才少女で、兵器開発のスペシャリスト。レガルド小隊によってもたらされたデータを基に、新兵器の改良、開発を行っている。かつて科学者だった父を実験中の事故で失ったことから、安全性に関しては人一倍の執着を見せる。頑張り屋な性格だが年相応の一面を見せることも多く、ブレッドのことを「リーダー君」と呼ぶ。また、ヴァリム軍に寝返ったグロリアとは、互いに面識があるようだ。
以下は漫画L'HISTOIRE DE PAPILLONの登場人物。2作目にも登場する。
パピオン・クロウディア声：谷内友美
女性。ロイナーデ小隊のPFパイロットで、階級は少尉。故国クロウディアの姫君で、国を滅ぼしたヴァリムに憎悪を抱いていたが、ラヴィスとの出会いによって彼女の中で何かが変わったようである。性格は直情径行で、とにかく一生懸命。また可愛い服やものに目がない。軍服はオーダーメイドであり、巨大な猫（?）のぬいぐるみ「くにまつ」をこよなく愛する。隊内での愛称は「パピィ」。かつて自分を救ってくれた機体Jフェニックスに憧れている。
ロイナーデ・クリスタ声：木村亜希子
女性。ロイナーデ小隊の隊長兼オペレーターで、階級は大尉。がさつな言動やビールを飲みながら指揮するなど、平時の態度はおよそ隊長らしからぬものがあるが、締めるところはきちんと締めるケジメを持っている。かつてはJフェニックスを駆る一流パイロットで、戦傷がもとで現在は一線から退いた。なお、本名はロメライと言い、ヴァリム軍のラヴィス・クリスタの実妹である。生まれはヴァリムだが、戦争の激化を機にミラムーンに亡命。その後アルサレア軍に参加した。隊内では「ロイ姉」の愛称で呼ばれる。
モミジ・タチバナ声：須加みき
女性。ロイナーデ小隊のPFパイロット兼チーフメカニック。階級は少尉。砲撃戦仕様の機体で、隊をサポートする。機械いじりが好きで、整備の腕も的確。おっとり気味で引っ込み思案な性格だが、隊の足を引っ張らないように頑張る根気強さを持っている。なお、パピオンとは士官学校時代からの友人。機械に関すること以外は取り柄がないと思っており、兵士にも向いていないという自覚はあるが、この戦火の中で誰かのために何かをしたいと決意してパイロットに志願した。
フィアナ・フィン声：水野理紗
女性。ロイナーデ小隊のPFパイロットで、階級は中尉。見目麗しい容姿とは裏腹に武芸の達人であり、白兵戦仕様の機体で隊のフォワードを務める。古の武神伝承を受け継ぐ部族に生まれ、戦御子として育てられた。その身体には戦いの女神マーナの力を宿すという紋様が刻まれている。しかしヴァリムの侵攻により部族は全滅し、アルサレアに身を寄せた。男ばかりの中で育ったせいか可愛いものを好む傾向があり、特にパピオンに対する偏愛ぶりは隊外でも有名。礼儀正しい性格だが、ややヒステリックな一面もある。
ユキ・タチバナ
男性。ロイナーデ小隊唯一の男で、モミジの弟。PFパイロット兼コ・メカニックの少尉。電子兵装装備の機体で隊のバックアップを務める。姉同様のおっとりした性格で、技術分野の知識も確か。ひたすらに姉思いの優しい少年。しかし、実は隊の中でも一番のしっかり者であり、時に参謀の役割を果たすこともある。ロイナーデ小隊の中で唯一『Jフェニックス2』に登場しなかったキャラクター。

### 反アルサレア政府ゲリラ
- ケイラ・ヴィスキー（声：竹内順子）
- ジャッカル（ジャゴウ）（声：岸尾大輔）

### ヴァリム共和国
グリュウ・アインソード声：大塚明夫
男性。年齢は28歳。戦略機動軍に所属するPFパイロットで、階級は大尉。数々の輝かしい戦績を誇るヴァリム軍のトップエースで、グレンリーダーのライバル的存在。卑怯な振る舞いを嫌い、正々堂々の戦いを好む。漆黒の機体に搭乗することから、黒夜叉の異名を持ち、アルサレアやミラムーンの兵からは怖れられている。武器は主に刀剣を好み、彼自身も愛刀の「不知火」を手放すことはない。守るべきものを守るため、あえて心を鬼にして戦いに身を投じており、グレンリーダーとの最終対決の時に、その心情を吐露した。アルサレア戦役の最後、その一騎討ちに敗れた彼は、己が罪を償うかのように、爆発する機体と運命を共にした。
ドレン・ボルボナス
男性。年齢は一応32歳。ヴァリム軍の突撃大隊の中尉。手柄を立てるべくミラムーンの軍事施設に侵入し、高性能LSIの試作品を奪取しようとしたが、グレンリーダーによって倒される。
ロベルト・ドュヒナー声：立木文彦
男性。年齢は37歳。ヴァリム第一独立戦隊、通称「タルカス三人衆」のリーダーで階級は中尉。ミッシェル、マルコらと三人一組で行動し、殲滅及び略奪の任務に就く。グリュウとは常に対立している。カスタマイズされたPF「タルカス」を駆る。自信家で、冷酷な性格。左右に伸びたヒゲが自慢である。
ミッシェル・パウナース声：鈴木勝美、PFリップス小隊は青山穣
男性。年齢は30歳。タルカス三人衆の一人で、階級は中尉。キレやすいニューハーフパイロットである。
マルコ・ニナリッチ声：長嶋雄一
男性。年齢は27歳。タルカス三人衆の一人で、階級は少尉。天才科学者としての一面を持ち、タルカスの設計開発も彼自身の手によるものである。ただし見た目や性格は狂人そのもので、口調もどこかキレ気味。いわゆるマッド・サイエンティスト。
フォルセア・エヴァ声：井上喜久子、コバルト小隊編以降は本多知恵子
女性。年齢は27歳。ヴァリム軍特殊諜報部に所属し、特別階級「神佐」の地位に就く。非情にして冷徹、冷酷な性格をしており、人の生命をなんとも思っていない。自分で手を汚すことを嫌うため好んで戦うことはしないが、パイロットとしての腕も高い。専用PFのオードリーを駆る。アルサレア戦役の最中、グレンリーダーに敗れて戦死したとされているが、後のコバルト小隊編や『J-フェニックス2』でも登場する（特に『2』では、同時に複数）。謎の多い人物。
マインドウィン・キリク声：鈴木勝美
男性。年齢は21歳。ヴァリム軍の兵器開発者だったが、HMシステムの理論と共にアルサレアへと亡命。同国にてPFのHMシステムを完成させた。サチコ・ロックナートの知人でもある。
トモナリ・タチバナ

リアンカ・ロウ
男性。年齢は24歳。ミラムーン輸送船団ハイジャック事件の犯人の一人。空中戦でグレンリーダーに挑むも、敗れ去る。
ギルゲフ・ド・ガルスキー
男性。年齢は74歳。世界紛争の火種をまく闇の組織「ガルスキー財団」の総帥。ヴァリムのみならず全世界的にも強大な影響力を持つ。戦争の存続こそが人類の発展に必要不可欠という信念を持っており、脅威となるグレン将軍暗殺の糸を引いた。Jフェニックスシリーズを通して暗躍する陰の黒幕だが、プレイヤーが目にすることはない。
ユイ・キサラギ声：榎本温子
女性。年齢は17歳。ヴァリムが研究中の「マンマシーン計画」によって生まれたバトルヒューマノイドで、幼い頃から戦闘についての英才教育を施されてきた。性格は冷静かつ無感情。機械のごとく任務を遂行し、非常に高い情報分析能力と状況判断力を持つ。専用のPFシンザンを駆り、戦闘では中距離からの後方支援を受け持つ。
マイ・キサラギ声：榎本温子
女性。年齢は17歳。ユイの双子の妹であり、2人合わせて「双子の悪魔」の異名を持つ。恐怖という感情を削除された戦闘マシーンとして調整されており、姉と比較すると非常に狂暴で好戦的な性格。専用PFのシンザンも大鎌を武器としており、戦闘では近接戦を受け持つ。スリーサイズは、姉共々不明である。
ツヴァルコフ
男性。ヴァリム軍のミレンシェン基地を預かる将軍。雪原に墜落したグレンリーダーを捕獲、監禁していた。最後はヘリオスを駆ってグレン小隊に救出されたグレンリーダーに決戦を挑むも、あえなく敗れ去る。
ベリウム・ヴァレリウス声：石井康嗣
男性。アルサレア戦役終結後、影響力を失ったギルゲフにとって代わるべく、資源の多いGエリアへの侵攻を開始したヴァリム軍司令官。ヴァリム独裁政治の確立とアルサレアの壊滅を目論む。自信家で野心家。専用PFのスサノオを駆る。コバルト小隊との激闘に破れ、敗走するが、ギルゲフの密命を受けて動いていたフォルセアの姦計にかかり、生命を落とした。
ダン・ロンシュタット声：檜山修之
男性。ヴァリム軍のPFパイロットで、かつてはグリュウ率いる小隊に所属し、密かに彼をライバル視していたらしい。ヴァリムの名家、ロンシュタット家の出身。過激な性格の持ち主で、コバルトリーダーと死闘を繰り広げる。愛機はグリュウと同じくヤシャだが、剣ではなく打撃系カスタマイズを好む。後のJフェニックス2にも登場する。
ルキア・サーカム声：鮭延未可
女性。ダンと行動を共にするPFパイロットで、彼の幼なじみ。唯一、ダンの暴走を止めることができる人物だが、その様子は傍から見れば痴話喧嘩のようである。ヴァリムの名家、サーカム家の出身。
グッドマン声：高橋広樹
男性。ヴァリムのマンマシーン計画によって生み出された失敗作らしい。一説では7人の兄弟がいるらしく、倒した後もたびたび奇襲に現れる。変人の多いコバルト小隊編の中でも随一の変人度を誇る。独特な言葉遣いと笑い声が特徴。
サーディン・グローバル声：近藤孝行
男性。「ホラ吹きサーディン」の異名で呼ばれるヴァリムのパイロット。お調子者だが、腕は確か。Gエリアのラクメレルト諸島を「自分の王国」と称し、その王国に攻め込んできたコバルト小隊と激闘を繰り広げた。
ブライス・バウレッダー声：川原慶久
男性。マンマシーン計画によって育成されたバトルヒューマノイドで、双子の悪魔を見下している。何度かコバルト小隊の前に立ちはだかるものの、最後にはフォルセアの命で監視をしていた双子の手にかかり、生命を落とす。彼の乗るPFは機動性こそ高いものの、ボスの中ではもっとも弱い。
モーリ・モーリ声：近藤孝行
男性。ヴァリムのPFパイロット。見た目は獣人だが、家族を人質に取られて仕方なく戦っている心優しき戦士である。余剰パーツを使って組み上げたカスタムPFで、コバルト小隊の行く手を阻んだ。
バール・アックス声：岩崎征実
男性。ベリウムの側近で、「ヴァリムの猛牛」の異名を持つ。グリュウのライバル的存在らしいが、詳細は不明。かつてクランのいた部隊を壊滅させ、クラン自身にもトラウマを植え付けた張本人。特殊HMを搭載したPFを駆り、コバルト小隊と死闘を繰り広げるも、リベル諸島の決戦で死亡。性格は猪突猛進で、忠義心に厚い。
グロリア・ルバトーレ声：寺田はるひ
女性。ヴァリム軍の特務司令官。元はアルサレアの研究員であり、PFパイロットとしても一流の腕を持つ。アークレル・レガルドの恋人でもある。ある事件をきっかけにヴァリムへと寝返り、以降、フォルセアの下でアルサレア施設への襲撃事件に関与するようになる。やや狂気を感じさせる言動はあるものの、非常に強い信念を持った女性。ヴァリムへ寝返った真の理由は、事故で生命存亡の危機に陥ったアークレルを救うため、フォルセアの指揮するマンマシーン計画の力を借りることにあった。その後何度かレガルド小隊と刃を交えるも、戦いの中でフォルセアの甘言に乗せられていた自分に気付き、最後はブレッドにすべてを託す。そして追撃してきた双子の悪魔との戦いの中、生命を落とした。
ローズ・バディッド

ジム・デイモン

ラヴィス・クリスタ
男性。ヤシャを駆るヴァリムのエースパイロットで、階級は大尉。ロイナーデ小隊隊長ロイナーデの実兄。才能を認められ、実験機「闘神」のテストパイロットに抜擢されるも、実態はマンマシンプログラム運用のためのモルモットであった。その呪縛を断ち切った彼は、バーニッシュの暴走を止めるため、ロイナーデ小隊と共闘。妹との再会やパピオンと心を通わせるものの、最後は彼女らを守るために、コントロールを失った闘神を奪って敵研究所へ特攻した。最終的に死ぬことはなかったが、その後の消息は不明である。
バーニッシュ
男性。ヴァリムの研究者で、辺境での実験を経て、最強のGF「闘神」を開発した。ラヴィスを利用し、闘神を究極の兵器に仕立て上げようとするも、目論見は失敗。最後は闘神を遠隔操作してロイナーデ小隊に挑むが、彼女らのチームワークの前に敗退した。ラヴィスの特攻で、爆発する研究施設と運命を共にする。
アークレル・レガルド声：内藤玲
男性。レガルド小隊の初代隊長でグロリアの恋人。戦争を一刻も早く終わらせるため、リーネの父と共に兵器開発に携わっていたが、実験中の事故が元で瀕死の重傷を負う（実はこの事故そのものが、ヴァリムによって引き起こされた陰謀であった）。その後、寝返ったグロリアによってマンマシーン計画の被験体となるものの、フォルセアの手により、人機一体型PFブラフォードのコアにされてしまう。記憶も思い出もなくした彼は、かつて所属したレガルド小隊と決戦を繰り広げ、宇宙に散っていく。

### ミラムーン国
- クレスト・ウォールナー
- ベルドリッチ・メガニド
- ビッチ・ヤードリ

## パンツァーフレーム(PF)

### アルサレア帝国
完全規格パンツァーフレーム
- J-ファー - 聖暦19年にアルサレアで開発された、世界初の二足歩行型兵器パンツァーフレーム（PF)。形式番号はAPF-003。フレームに高い互換性を有し、規格統一された後継機とのフレームの交換が可能となっている。主に一般兵士用であり、目を見張るような性能はないものの、扱いやすさと量産性から長くアルサレア軍で使用されている。この機体のアームフレームはコバルト小隊篇まで、腕を振る速さが最も速いアームフレームであった。
- J-ファーカスタム - J-ファーのチューンナップ機で、主に指揮官クラスが搭乗する。聖暦20年に正式配備された。形式番号はAPF-003C。最大出力が25%向上し、頭部に指揮用の通信装置が追加装備されている。クセがなく扱いやすい機体として、兵士の間では人気が高い。本編でグレンリーダーが最初に乗る機体。
- アルサレアGS - アルサレアの指導者であるグレン将軍の専用機として開発された。形式番号はAPF-00X。他のPFと違い、ただ1機しか存在しない機体。アルサレア軍の旗印として戦場にその名を轟かせた。烏帽子型の頭部が特徴。この機体は序章編クリア後のデータをコンバートしないと、本編では入手不可能である。
- J-キャノン - J-ファーの強化を目的とした「フィール計画」により、アルサレアの第6研究所で開発された支援砲撃型PF。形式番号はAPF-004。機動性を失うことなく移動砲座としても使用が可能な「機動砲座」として設計された。旋回性の高い脚部や、防御力に優れた腕部フレームなど、カスタマイズ上でも非常に有用なパーツを持った機体である。
- J-グラップラー - J-キャノンと同じく「フィール計画」で開発された格闘戦用のPF。形式番号はAPF-004Gで、旋回性や機動性に長ける。本編のアルサレアの規格PFでは最も高い攻撃力を誇る腕部フレームを所有し、本編では近接戦闘型PFをカスタマイズする上で外せないパーツとなっていた。
- J-フェニックス - ゲームのタイトルにもなっているPFで、いわゆる主人公機。アルサレアの正義の象徴と呼ばれ、この機体を与えられた者はエースパイロットと見なされるようだ。形式番号はAPF-005で、ウイングパーツの性能を最大限に引き出すため開発された。アルサレアのPFとしては第二世代型として分類される初の機体でもある。ジャンプの反応速度、滞空時間、高機動性が売りで、空中戦闘においては他機の追随を許さない。
- J-ブラスター - 形式番号はAPF-005L。J-フェニックスの持つ高いスペックを、そのまま陸戦仕様に振り替えた機体で、長大なビーム砲「バスターランチャー」は絶大な火力を有する。レッグフレームの開発には、ヴァリム軍PFのタルカスから得られた分析データが使用されている。ヴァリム軍からは「破壊神」の異名で呼ばれる。
- J-アームド - 形式番号はAPF-010X。アルサレア戦役中に開発された試作機で、聖暦24年に量産試験段階に入った。メインフレームに内蔵兵器を搭載した初のPF。一度「双子の悪魔」によって強奪されてしまうが、グレン小隊の活躍で奪還に成功した。特徴は胸部に内蔵された光学兵器コア・バスターで、PFの所有する火器の中でも非常に高い攻撃力を持つ。
- J-メガバスター - 形式番号はAPF-015。強大な防御力と遠距離支援を目的に開発された。頭部に内蔵された光学兵器メガバスターは、J-アームドのコア・バスターを超える出力を誇る。胸部内蔵のハイドロブラストは2発しか発射できないが圧倒的な攻撃力を誇る。低下した機動性を補うため、瞬間移動のハイパーモードを使用することが可能。この機体のレッグフレームは、ほとんどジャンプができない。
- J-ファーバルカン - 形式番号はAPF-003V。J-アームドの開発過程で生まれた試作型PFである。ヘッドフレームとメインフレームにはバルカンを内蔵し、超低速上昇機構を導入したレッグフレームを持つ。非常に試験的な試みの多い機体。しかし空中における旋回性能が劣悪な為、扱いづらいものの、レッグフレームの防御力は高い。
- J-カイザー - 形式番号はAPF-021-G。Gエリアの過酷な環境に対応するため生まれたPFの第1号機で、コバルトリーダーが搭乗する。情報収集を目的とし、センサー類が強化されている。J-ファーカスタム並にクセは少ないが、売りとなる要素も少ない機体。
- J-ポールヴェア - 形式番号はAPF-023-G。コバルト小隊が集めたデータを基に開発された極地戦用PF。HPが少ないものの総合的な耐久力はJ-アームドに次ぐほど。両腕のハンドMLRSにより圧倒的な火力を誇る。頭部に特殊レーザー「コールドゼリー」、胸部にバルカンを内蔵しており持久戦にも優れている。この機体のアームフレームのパンチ力はJ-グラップラーのパンチ力を超え、ヴァリム軍のPFラセツに次ぐ威力である。
- J-ファー量産型 - 形式番号はAPF-003F。J-ファーをベースに低コスト化を目指して再設計された。Fは量産型の略称。最前線よりも要地防衛のために使用されることが多く、性能もそれほど高くはない。
- J-ドラグーンS
- J-ドラグーン陸戦型
- J-アイン
- J-バビロス
- J-ランチャー
- J-ヴェルタル
- J-ナイト
- J-シューター
- 202特務小隊機
- プロトタイプPF

カスタムパンツァーフレーム
- J-ファーD型
- J-ファーF型
- J-ファーカスタム支援型
- J-グラップラーT
- 極地戦用試作7式
- ナイトヴェア
- ミスティー
- ツインファング
- コルドハンター
- J-メガバスター極地戦支援型 - J-メガバスターのバリエーション機。コバルト小隊篇で自軍CPUの機体として登場するが、この機体と共に出撃するとヌエ局地戦型になってしまうバグがある。

### ヴァリム共和国
完全規格パンツァーフレーム
- ヌエ
- ヤシャ
- スサノオ - ベリウム・ヴァレリウスが究極のPFを目指して開発した専用PF。HPは少ないが圧倒的な装甲と火力を併せ持ち、その巨体に似合わず機動力にも優れている。頭部に対PF用ミサイルを搭載し、この機体のヘッドフレームはヘッドフレームとしては異常なほどの防御力を誇る。両肩のバスターランチャー「鬼眼光」が特徴。
- ロキ
- カルラ - ヴァリムの空中戦用の機体。ウイングを強化、発展させたシャドーウイングを装備し空中における戦闘力はJ-フェニックスを上回る。胸部内蔵のスマートガンは腕武器用のものより発射サイクルが速く、エネルギーを消費しないシールドを装備
- タルカス
- ヴェタール
- イリア
- オードリー
- アシュラ - ヴァリムのエース用の機体。両肩のガトリング、サブマシンガンといった速射性の高い兵器を数多く持ち、専用のレーザースピアの長いリーチと優れた攻撃力とその機動性も相まって隙のない機体。特筆すべき点はHM(ハイパーモード)の使用による攻撃力上昇と発動硬直の少なさを活かした刹那のレーザースピアの一閃。
- キシン - ヴァリムの要塞攻略用PF。両肩にキャノンを搭載したその火力はまさに鬼神の如く。アルサレア戦役終盤に大量投入された。
- オニ - ヴァリムの決戦用PF。キシンをベースにグリュウ・アインソード大尉用にチューンされたとも言われ、主に機動力の強化などが図られている。グレンリーダーとの一騎討ちに敗れた彼はこの機体と共に散った。
- シンザン - ヴァリムの特殊部隊用PF。もともと双子の悪魔用に開発されていたらしく、ジャンプ等のレッグフレームの機動力に優れる。特殊HM瞬間転移による変則的な攻撃を得意とし、頭部内蔵の特殊レーザー「バイオゼリー」が強力。弾速こそ非常に遅いものの、敵機に無音で近づき装甲ごと装備兵器を削り取るように破壊する。
- ラセツ - ヴァリムの支援型PF。本機も瞬間転移を搭載し肩部のエキスプロードウェーブにより敵機から発射されたミサイル等を誘爆させ、無力化する。頭部(オニの口部に増設された)の兵器破壊用レールガン「破毒針」、胸部内蔵のダブルキャノンを搭載。また完全規格機体のパンチ攻撃力は並のPFなら一撃で破壊することのできる威力を誇る。
- ヤシャ改
- アラストル
- ブラフォードN
- ブラフォードS
- キジョ - ラセツの同系機。J-PHOENIX 2でラセツの代わりに登場する。性能もほぼ同じ。
- シンザン改

カスタムパンツァーフレーム
- ヌエ・フォレスト
- ロキ・デザート
- ヴェタール改 - ヴェタールのカスタム機で主に内装を変えた機体。重PFの弱点であるブースター、ジェネレーターのエネルギー効率を考慮し武器はエネルギーを使用しないサブマシンガンに換装された。カラーリングは緑の部分を鮮やかなオレンジ色にしたもの。
- イリア重装型 - イリアのバリエーション機。レーザースピアから強力なインパルススピアに換装され、対ミサイル用の装備を施されている。
- レッドバイザー - タルカス、ヴェタール系をベースとしたカスタムPF。もともとはBT（バーストタクティクス）に登場する森林地帯の輸送車を襲撃していた荒くれ者の女性を中心とした通称"レッドバイザー隊"専用のカスタムPFでそのヘッドフレームのカラーリングから名付けられた。近、中、遠距離とバランスの良い武装と性能により量産化された。
- アシュラ森林型 - アシュラのバリエーション機。両肩のガトリングをミサイル迎撃用マシンガンに換装、サブマシンガンも巨大な盾に換装し防御力を強化。密林における奇襲、一騎討ちに威力を発揮する。
- YAMABUSHI - シンザンのバリエーション機。ヒートパイルバンカーを装備。
- ダークアームド - 双子の悪魔によって奪取されたJ-アームドをベースにヴァリムの技術で強化、改修された試作機。非常に高い性能を誇り、後に量産化された。
- KUTISAKE - J-アームドのレッグフレームとヘリオスのメインフレームを使用したオニ、キシン系統の重カスタムPF。格闘武器こそ持たないが両肩のマスターキャノン、ハンドMLRS等、火力の高い兵器を多数装備。圧倒的な耐久力を誇る。
- デススコーピオン - クローン兵が駆る細身系のカスタムPF。全てを焼き払う悪魔の兵器「ヘルファイア」を装備した機体。ヘルファイアの爆風により自機も激しい損傷を受けることもしばしば。
- ONIGAMI - キシンのバリエーション機。武装をクラブ、バスターランチャー、AAFミサイルに換装している。
- マウントハンター - タルカスをベースにしたカスタムPF。両腕のバズーカに加え肩部にはMLRS装備し、圧倒的な火力を誇る。
- イリアスナイパー - イリアの射撃戦強化機体。主武装はレーザーライフル。
- カルラハンター - カルラのバリエーション機。射撃戦仕様。主武装はサーマルプラズマライフル。
- ヌエ極地戦型 - ヌエのバリエーション機。大鎌「クイーンネイル」が特徴。コバルト小隊篇では最も多く敵として登場する機体。
- ラセツ改 - ラセツのカスタム機。強力なパンチ力を活かす為に格闘戦で大きなアドンバンテージをもつ「カイザーナックル」を装備し、HP回復パックを装備した格闘戦用仕様。しかし瞬間転移は使えなくなってしまった。

### その他
完全規格パンツァーフレーム
- アポロン - 流星雨と共に落下した謎のPF。従来のPFとは一線を画すデザイン。
- アリス - 従来のPFと違った理念によって開発されたメイドPF。
- ポリターン3 - 『電撃PS』のマスコットキャラクターをモチーフにしたPF。決まったアセンブルで組み立てると登場。
- ヘリオス - アポロンに酷似したPF。BTのグレンリーダー救出作戦でヴァリムのツヴァルコフ将軍の専用機として登場。額からレーザーを発射する。
- リリス - アリス同様に謎のメイドPF。データコンバートにより登場。
- マリア - アーマイル丘陵地の森に住むと言われる幻のネコミミPF。
- ミルク - アリスに対抗して開発されたウサミミPF。
- ココロ（声：徳永愛） - タルカス三人衆が開発したPFサイズのアンドロイド。
- ポプリ

カスタムパンツァーフレーム
- ゼムンゼン - ミラムーンで使われているカスタムPF。

ギガンティックフレーム（GF）
- ゼクルヴ - PFを遙かに上回る大きさの機動兵器、ギガンティックフレームのプロトタイプ機で第3国のミラームーン協力を得てヴァリムが開発したと言われている。多連装ミサイルを装備し、その巨体にまかせたキックのパワーはPFを吹き飛ばす。瞬間転移を使用する。
- ゼクルヴ・ゼノン - ゼクルヴを設計しなおし強化した機体で特殊兵装を装備し、装甲の強化、キックの動作速度、威力が向上している。
- ゼクルヴ・ガルバ - ゼクルヴ・ゼノンとは別のコンセプトで開発。光学兵装を中心とした武装を装備。バスターランチャーの威力はPFのものを遙かに上回る。
- オーガル・ディラム - PFを11機搭載できる空母形態から人型形態に変形可能。直立時には500メートルもの高さになる。
- 闘神

## 作品解説

### 機甲兵団 J-PHOENIX 序章篇
『機甲兵団 J-PHOENIX』の体験版のような作品。本編の1 - 3話をプレイすることができ、ストーリーモード以外に「対戦モード」や「百機切りモード」が存在する。又、設定資料やキャラクター紹介・本編の主題歌（フルコーラス）などが聞ける資料館的なものもある。この序章篇のデータは本編にコンバートすることができる。
グレンリーダー率いる「グレン小隊」が中心のストーリー。

### 機甲兵団 J-PHOENIX
『機甲兵団 J-PHOENIX』の本編。聖暦21年のグレン将軍暗殺から、聖暦23年のアルサレア戦役終結までの物語を描く。主人公はグレンリーダー（名前は任意変更可能）で、彼の率いるグレン小隊を中心に物語は進行する。メールシステムや、ミッション中のオンボイスによるキャラクターの会話など、ストーリー性を重視した作りになっているのが特徴。

### 機甲兵団 J-PHOENIX BURST TACTICS
『J-PHOENIX』の本編の中の話で強奪された新型機を追うグレン小隊の活躍を描いた作品。Jアームドやシンザン等の新型PFや、新キャラクターであるユイ、マイら「双子の悪魔」が登場する。
コンビネーション・バースト（CB）と呼ばれる仲間との連携攻撃を導入。序章編、本編をコンバートすると本編エンディング後のストーリーや隠しPFなどが入手できる。

### 機甲兵団 J-PHOENIX コバルト小隊篇
コバルトリーダー率いる「コバルト小隊」が中心のストーリー。アルサレア戦役終結後の聖暦24年、フィアッツァ大陸北方に位置するGエリアが舞台となる。
ターン制、時間の概念を加えたSLG形式のシステムとなった。カスタマイズシステムも改善されている。仲間の数が全作品の中で最も多い。グレン小隊のキースやアイリも途中から参戦する。コンビネーションバーストの数も増加した。コンバート要素は無いが、裏技でキャラクターのフェイス（キース、アイリ、サリア、ユイ、マイに限る）を前作の物に変更できる。

### 機甲兵団 J-PHOENIX+
機甲兵団 J-PHOENIX本編に追加要素を加えたXBOX版。PFにJ-アイン、J-バビロスが追加されている。
追加要素のメインであるEXモードはアルサレア戦役が終結した聖暦23年が舞台で、アルサレアのとある小隊（設定はダグオンが指令を勤める基地に所属する小隊のみで、キャラクターの設定は一切無い）がダグオンからの指令で行動するというもので、3機のPFを個別にカスタマイズでき、それぞれを途中で交代しながら戦う事ができる。

### 機甲兵団 J-PHOENIX2 序章篇
また主人公が代わり、「レガルド小隊」が中心のストーリーとなった。

### 機甲兵団 J-PHOENIX2
ブレッド・アローズ率いる第202特務小隊、通称「レガルド小隊」が中心の物語。舞台は宇宙が主なものとなる。主人公の名前が元から決まっているのは、今作品が初（変更は可能）。第1作の「グレン小隊」、アニメ版の「リップス小隊」、漫画版の「ロイナーデ小隊」等も登場する。敵キャラクターでは1作目のフォルセア、グリュウ、BTのユイ、マイ、コバルト小隊のダンが登場する。
時間軸としては聖暦21年、すなわちアルサレア戦役の頃のようだが、前作と比較すると矛盾する部分も多くあり、詳細は不明なままとなっている。
カスタマイズシステムが大幅に変更された。アイテム入手が資金使用やシナリオクリアでなくPFを使っての開発になった。
この作品のみ設定資料や攻略本が存在しない。

### 機甲兵団 J-PHOENIX PFリップス小隊
OVA作品だが、単独発売ではなく、ゲームの特典としてアニメのDVDが封入された。『コバルト小隊篇』、『機甲兵団 J-PHOENIX+』に第1話が封入。以後、『2 序章篇』、『2』にそれぞれ第2話、第3話が封入されている。
グレンリーダーを慕う4人の美少女（リサ、イズミ、プリス、セリナ）からなる「リップス小隊」が中心のストーリー。

#### スタッフ
- 監督：木村真一郎
- シリーズ構成・脚本：滝晃一
- メカデザイン原案：大河原邦男
- アニメーション制作：J.C.STAFF
- 製作：タカラ、角川書店

### 機甲兵団 J-PHOENIX "PFリップス小隊" 恋する乙女の電撃作戦
OVA版を原作にした、富士見ファンタジア文庫刊のライトノベル。唯野条太郎著、いずみべるイラスト。

### 機甲兵団 J-PHOENIX L'HISTOIRE DE PAPILLON
『月刊コミックドラゴン』連載の漫画作品。タカラ原作、女屋マサカズ作画。「ロイナーデ小隊」が中心のストーリー。単行本は全1巻。

## 関連ゲーム用語
- パンツァーフレーム
- ギガンティックフレーム